# 김우성 (스키 선수)
김우성(1986년 4월 2일~)은 대한민국의 알파인 스키 선수로, 2006년 동계 올림픽과 2010년 동계 올림픽에 참가했다.